# 估計

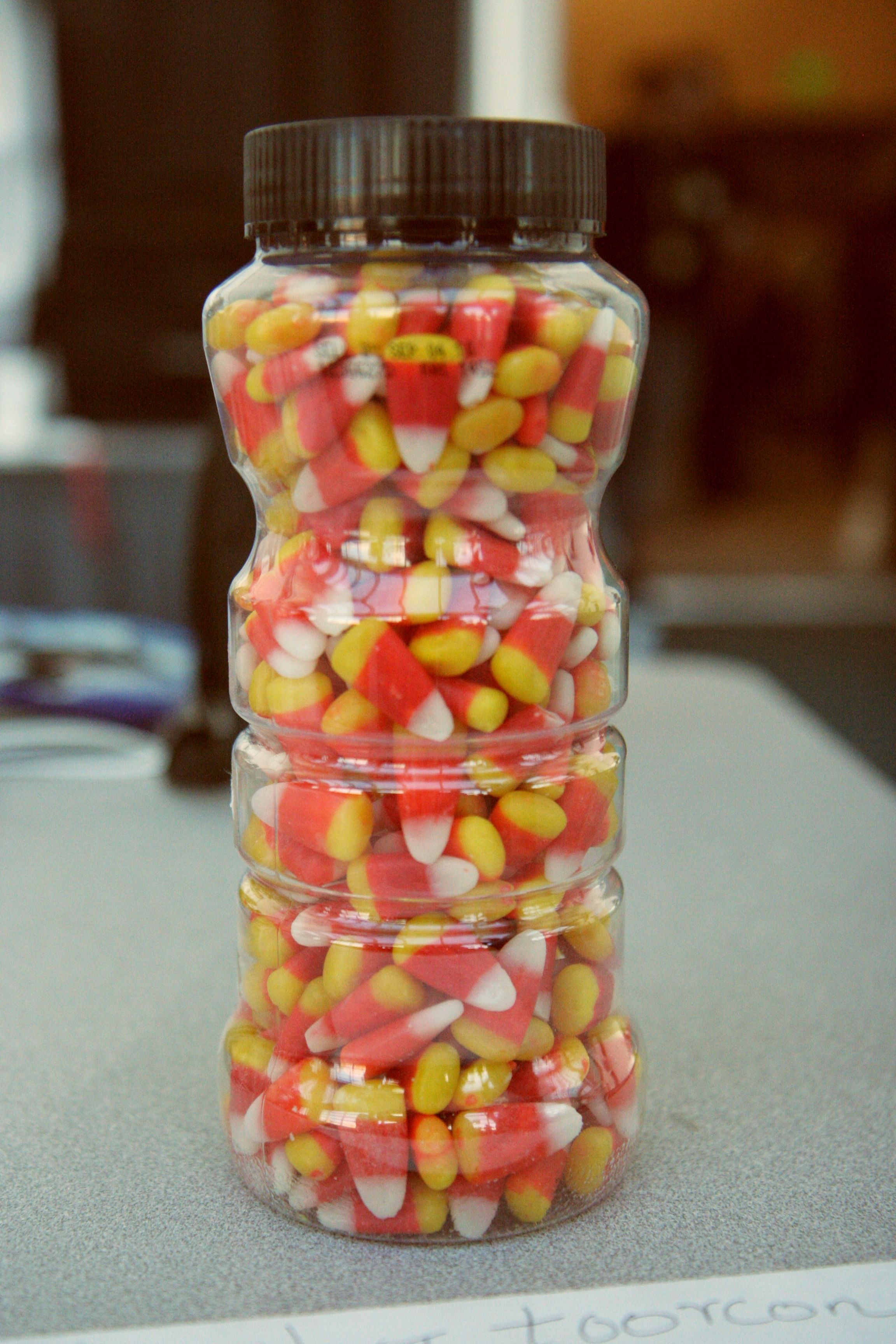
糖罐裡的糖果，其中有些糖果擋住，無法目測計算數量。需要用估計的方式來計算數量

估計(Estimation)，亦稱推定，是求得近似值（或估計值）的過程，近似值或估計值是不完全準確，但是會在實務上使用的數值，不準確的原因可能是因為有不確定性、輸入資料不足、或是本身有不稳定性。但這個數值是由已知資訊所得的最佳結果，可在實務上使用。估計常常「是由母群體中的样本計算某一统计量，再以此來估計母群體對應的統計量。」样本中提供了一些信息，可以由來描述所需資訊的範圍。若估計值超過實際值，稱為高估（overestimate），若估計值低於實際值，稱為低估（underestimate）。

## 如何估計
估計一般是透過抽樣來達到，針對較少量的樣本進行計算，再以計算結果來推算母群體的結果。其中一個例子是估計糖果罐內的糖果，因為只有一部份的糖果看的到，糖果在罐中的分佈不一定平均，觀察者可以計算看的到的糖果數量，根據糖果罐大小，假定糖果是均勻分佈，再估計其他部分的糖果數量。像舆论调查及社会统计调查也是類似用少量的數據得到個群體的結果。
在估計時，其目標是要產生可能結果的範圍，範圍要有一定程度，有實用價值的精密度（precision），但精密度又要在技術可行範圍內，避免因為精密度過高反而不準確（accuracy）。例如在估計糖果罐內糖果數量時，若可以看到其中的一半，那總數量就可以估計為看到個數的二倍，若看到的是100顆糖果，其估計值可能會是200顆，這種估計方式最接近實際值的單一數值，稱為点估计。不過点估计不準的機率較高，以此例來說，若糖果不是均勻分佈，略有偏差，估計值就可能不準。另外一種作法是區間估計，會取一個較大的範圍，則實際值在此範圍內的機率也就比較高，不過範圍若太大，估計就不一定有用了。例如，若估計喜歡糖果的人的比例，估計比例在0%到100%之間一定正確，但若是要計劃派對中要買多少糖果，上述的估計就沒有用了。

## 估計的應用
在數學上會用近似的方式，針對一個無法準確計算的量，以其上限及下限的方式來描述，而逼近理论可以針對一些複雜的函數，找到較簡單的近似函數，以得到有用的估計值。在統計學中，利用資料計算，得到的估計數值稱為估计量（estimator），估计理论可以找到有良好性質的估计值。在信号处理中，也會用此方式，用已量測、含有雜訊的訊號，來估計沒有量測到的真實訊號。若有一些估計是要在觀測之前就要進行，就會用預測的方式。例如物理中的费米问题，就是在已有資訊不多的情形下，利用合理的猜測來估算一些看似無法計算的數值。
近似在企业及经济学中都很重要，因為在一個大規模活動進行時，可能的變數太多。專案管理中的估計也很重要，雖然無法事先知道過程中會發生的所有問題以及影響，但仍需要進行人力計劃以及原物件採購的計劃。在進行專案時，會需要各方面的資源，因此專案開始時，成本估計很重要，可以事先估計需要的資源。美國政府問責署定義成本估計為：「以現有已知的資訊，利用已知的方法以及月有效的數據，估計計劃未來的成本，所得個別成本估計的總和。」。而且專案計不能低估專案的需求，因為若需求沒有滿足，就會讓專案的時程往後延，但又不能過度高估專案的需求，以免沒用到的資源形成浪費。若在只有少數資訊時，所做的非式估計稱為Guesstimate，因為所得結果可能只比純猜測要好一點而已。

## 外部連結
- Estimation chapter from "Applied Software Project Management" (PDF)